# 阮仲箎 (嗣德八年举人)
阮仲箎（越南语：／，1832年—1899年），越南阮朝舉人。

## 生平
明命十三年（1832年）九月十一日，阮仲箎出生於安江省東川縣定安村（今屬同塔省垃圩县）。
嗣德八年（1855年），阮仲箎在嘉定場考中乙卯科舉人。
戊戌年十二月十一日（1899年），阮仲箎逝世。龍川市的美泰亭供奉阮仲箎神位。